# ヤガミ
株式会社ヤガミ（英: Yagami Inc.）は、愛知県名古屋市中区に本社を置く教育理科機器や保健福祉機器の専門商社。名古屋証券取引所メイン市場単独上場銘柄である。

## 沿革
- 1947年（昭和22年）6月21日 - 創立[1]。
- 1966年（昭和41年）3月28日 - 「八神理科器販売株式会社」を設立[1]。
- 1976年（昭和51年）4月 - 「株式会社ヤガミ」に商号を変更[1]。
- 1992年（平成4年）6月 - 株式会社やがみ興産を合併[1]。
- 1996年（平成 8年）2月20日 - 名古屋証券取引所市場第二部に株式を上場[1]。
- 1999年（平成11年）1月 - 株式会社平山製作所を子会社化[1]。
- 2001年（平成13年）1月 - ISO9001認証を取得[1]。
- 2003年（平成15年）1月 - ISO9001:2000認証を取得。
- 2007年（平成19年）2月 - ISO14001:2004認証を取得。

## 事業所
- 本社（愛知県名古屋市中区）
- 東京支店（東京都北区）
- 大阪支店（大阪府大阪市平野区）
- 福岡営業所（福岡県福岡市博多区）
- 名北商品センター（愛知県小牧市）
- 小牧事業所（愛知県丹羽郡大口町）
- 上海代表事務所（上海市）

## 関連会社
- 株式会社ヤガミファニテク
- 株式会社平山製作所